# Palír
Palír, parléř či parlíř (z fr. parleur, mluvčí, nověji polír) byl ve středověkém řádu hutí stavebních technický i administrativní prostředník mezi mistrem a dělnictvem. Mistru, jenž jej dosazoval, byl zodpovědný za správné provádění stavby a zároveň byl mluvčím, tj. prostředníkem zaměstnaných pracovníků, tedy dělníků. Práva i povinnosti mu stanovil přesný řád. V dnešním slova smyslu se jednalo o stavbyvedoucího, vlastně tedy projektového manažera. Viz např. Petr Parléř.  